# 朱曉海
朱曉海（1950年—），國立清華大學中國文學系系主任，2016年退休。主要研究六朝文學與文學理論、先秦兩漢思想史。主要著作有《鲍參军诗注補正》‏、《新古典主義‏》、《習賦椎輪記‏》、《漢賦史略新證》。